# Вильфранш-д’Алье
Вильфра́нш-д’Алье́ (фр. Villefranche-d'Allier) — коммуна во Франции, находится в регионе Овернь. Департамент коммуны — Алье. Входит в состав кантона Монмаро. Округ коммуны — Монлюсон.
Код INSEE коммуны — 03315.

## Население
Население коммуны на 2008 год составляло 1325 человек.
| 1962 | 1968 | 1975 | 1982 | 1990 | 1999 | 2008 |
| ---- | ---- | ---- | ---- | ---- | ---- | ---- |
| 1279 | 1347 | 1273 | 1272 | 1360 | 1306 | 1325 |

## Экономика

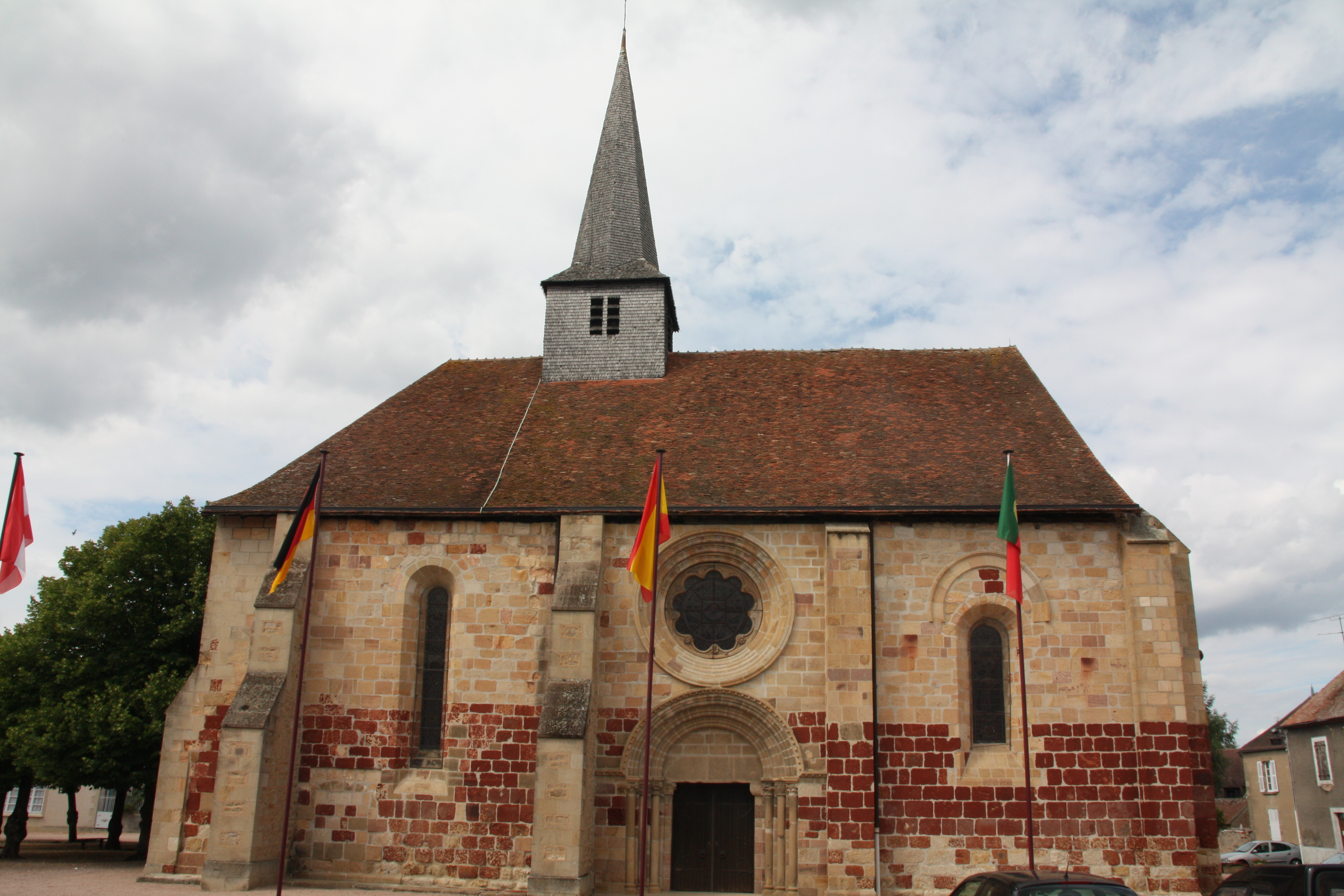
Церковь Сен-Жак-ле-Мажёр

В 2007 году среди 810 человек в трудоспособном возрасте (15—64 лет) 576 были экономически активными, 234 — неактивными (показатель активности — 71,1 %, в 1999 году было 70,3 %). Из 576 активных работали 532 человека (296 мужчин и 236 женщин), безработных было 44 (16 мужчин и 28 женщин). Среди 234 неактивных 61 человек были учениками или студентами, 92 — пенсионерами, 81 были неактивными по другим причинам.

## Достопримечательности
- Замок Нёвиль (XII и XIV века). Исторический памятник с 17 мая 1933 года.
- Церковь Сен-Жак-ле-Мажёр (XI, XIII и XIV века). Исторический памятник с 3 апреля 1984 года.
  - Скульптурная группа: Богоматерь Милосердная (XVI век). Исторический памятник с 23 декабря 1918 года.
- Замок Сен-Мёр (XVII век). Исторический памятник с 16 июня 1978 года.
- Замок Ла-Порт
- Замок Фелин
- Монастырь Монсену (XI век)
- Бывшая церковь Сен-Пьер (XII век)
- Пруд Нузилье